# Sole (araldica)
Sole è un termine utilizzato in araldica: si raffigura tondo e figurato, raggiante di otto raggi acuti alternati ad altrettanti ondeggianti ed è smaltato d'oro.
È simbolo di eternità, grandezza, illustre nobiltà, magnificenza, potenza, provvidenza, ecc.
Quando nel disco è omessa l'effigie del volto, il sole è detto rozzo o ombra di sole. Il sole assume anche altri attributi che dipendono dalla sua posizione nello scudo:
- nell'angolo destro inferiore è levante o nascente
- nell'angolo inferiore sinistro è tramontante
- negli angoli superiori orizzontale a destra oppure orizzontale a sinistra
- nel mezzo del capo è meriggio, meridiano o mezzogiorno.

Raramente si trova anche con 16 raggi ondeggianti e 16 fiammeggianti alternati.
Il Sole di maggio è un esempio di Sole araldico utilizzato come emblema nazionale dell'Argentina e dell'Uruguay.
Quando la figura porta 16 raggi, ma sono tutti diritti, e non alternati con altri fiammeggianti, si tratta di una stella di 16 raggi e non di un sole.

D'azzurro, all'ombra di sole d'oro con ventiquattro raggi (Son en Breugel, Paesi Bassi)
Sole orizzontale a destra (Barneveld, Paesi Bassi)
Sole con 32 raggi (Podolia)
Sole d'oro (Sogliano Cavour)
D'azzurro, al sole d'oro (Calimera)
D'azzurro, al sole d'oro (Soleto)
D'azzurro, al sole d'oro (Zollino)